# Spárgalepke
A spárgalepke (Parahypopta caestrum) a valódi lepkék (Glossata) alrendjébe tartozó farontó lepkefélék (Cossidae) családjának Magyarországon is honos faja.

## Elterjedése, élőhelye
Közép- és Dél-Európában, valamint Nyugat-Ázsiában elterjedt faj. Hazánkban, főleg az Alföld homokbuckás részein helyenként tömegesen található; időnként és helyenként kártevővé válik. Jelentős károkat Dél-Európában, valamint Nyugat- és Észak-Ázsiában okoz.

## Megjelenése
Fehér szárnyát szabálytalan alakú fekete foltok tarkítják. A szárny fesztávolsága 30–45 mm.

## Életmódja
Évente egy nemzedéke fejlődik ki. A félig fejlett hernyók telelnek át a talajban, 20–30 cm mélyen. Tavasszal tovább esznek, majd májusban a talaj felszíne alatt gubót szőnek, és abban bábozódnak be. A lepkék május végén–júniusban, éjszaka rajzanak. A mesterséges fény vonzza őket.
A hernyó egyetlen ismert gazdanövénye a spárga (Asparagus officinalis) A fiatal hernyó a spárga gyökerének felületét rágja, majd átrágja a gyöktörzset is. Kártételét általában nem ismerik fel, ezért nem tartják jelentősnek, pedig négyzetméterenként négy hernyó már elpusztítja a spárgát. Ez az egyedszám nem ritka ott, ahol ez a faj jól érzi magát (az alföldi homokon).

## Külső hivatkozások
- Mészáros Zoltán – Szabóky Csaba: A magyarországi molylepkék gyakorlati albuma. Budapest: Agroinform. 2005.  arch Hozzáférés: 2018. április 6. (PDF)